# 本多信俊
本多 信俊（ほんだ のぶとし）は、戦国時代から安土桃山時代にかけての武将。徳川氏の家臣。幼名は百助。初名は光俊。別名に忠政。庄左衛門。妻は小栗忠政の女。

## 生涯
父は本多忠光（百助、平左衛門）、母は九鬼氏の娘。
徳川家康が松平元康と名乗っていた頃からの三河譜代の家臣で、桶狭間の戦い後に家康が独立する過程で牧野氏などの豪族の調略などで功績を挙げた。
豪勇の武将であり、それに関しての逸話も多い。初名は光俊であるが、織田信長の使者として赴いた際に信長に気に入られて「信」の1字を与えられて信俊と改名したといわれている。
永禄年間には付近に徳川家康の命を受けた本多信俊が一宮砦を構えて今川軍に包囲されたが家康が寡勢で救援に駆けつけて多勢の今川軍を蹴散らした後に砥鹿神社に宿陣したとも伝わる（のちに言う「神君一宮砦後詰め」の逸話、砦跡は現在も残っている）。
家康も信俊の豪勇を認めて元亀2年（1571年）に遠江国浜名城を与えており、武田信玄が元亀3年（1572年）から西上作戦を開始した際にも、信俊が立て籠もっている浜名城を避けて行軍したとまでいわれているほどである。
天正9年（1581年）の高天神城の戦いで敵の首級5つを討ち取る武功を挙げた。
天正10年（1582年）6月2日の本能寺の変で信長が死去すると、家康は旧武田領征服の野心を抱き、6月10日に信長から甲斐国を任されていた河尻秀隆に対して信俊と名倉信光（喜八郎）を使者として送り、武田遺臣の不穏な動きがあるから美濃国に帰るように促した。しかし秀隆は応じず、秀隆が甲斐統治の本拠としていた岩窪館（山梨県甲府市岩窪町）において信俊を殺害したという。享年48。これにより信俊の所領は没収処分となった。
弟の忠信は関ヶ原の戦いの際、親族にあたる九鬼嘉隆に対して家康から使者として派遣されたが、西軍に呼応した嘉隆によって殺害された。忠信の養子の正盛（内藤正成の息子）は東照宮造営の副奉行を務めた際に同僚の山城宮内と争論となり、完成後自刃を命じられた。このように信俊の一族には不幸が続いた。
信俊の息子の信勝は誕生時、兎唇であったため、家康は同じく兎唇で勇将であった山県昌景にあやかり幼名を山県としたという。成長後、家康に近侍して1000石の所領を与えられ、秀忠に付属して大番頭を務めた。